# Japan Soccer League Cup 1986
Der Japan Soccer League Cup 1986 war die elfte Ausgabe des Japan Soccer League Cup. Sieger des Wettbewerbs waren die Furukawa Electric.

## Ergebnisse

### 1. Runde
|                   | Ergebnis        |                             |
| ----------------- | --------------- | --------------------------- |
| Fujitsu           | 2:2 (4:3 i. E.) | Toho Titanium               |
| TDK               | 0:2             | Kawasaki Steel Mizushima    |
| Nippon Kokan      | 1:1 (3:0 i. E.) | Matsushita Electric         |
| Nissan Motors     | 2:0             | Yomiuri                     |
| Nippon Steel      | 1:2             | Toshiba                     |
| Toyota Motors     | 1:3             | Sumitomo Metals             |
| Mazda             | 2:3             | Mitsubishi Heavy Industries |
| Honda Motors      | 9:0             | Kyoto Prefectural Police    |
| Fujita Industries | 4:0             | Osaka Gas                   |
| Yamaha Motors     | 3:1             | Seino Transportation        |
| Furukawa Electric | 4:1             | Tanabe Pharmaceutical       |

### Achtelfinale
|                             | Ergebnis |                 |
| --------------------------- | -------- | --------------- |
| Yanmar Diesel               | 3:0      | Fujitsu         |
| Kawasaki Steel Mizushima    | 0:2      | Nippon Kokan    |
| Hitachi                     | 0:1      | Nissan Motors   |
| Toshiba                     | 2:0      | Sumitomo Metals |
| Kofu SC                     | 2:1      | Cosmo Oil       |
| Mitsubishi Heavy Industries | 0:1      | Honda Motors    |
| Fujita Industries           | 3:0      | Yamaha Motors   |
| Furukawa Electric           | 10:00    | NTT Kansai      |

### Viertelfinale
|                   | Ergebnis        |                   |
| ----------------- | --------------- | ----------------- |
| Yanmar Diesel     | 2:1             | Nippon Kokan      |
| Nissan Motors     | 3:0             | Toshiba           |
| Kofu SC           | 2:2 (4:5 i. E.) | Honda Motors      |
| Fujita Industries | 0:1             | Furukawa Electric |

### Halbfinale
|               | Ergebnis        |                   |
| ------------- | --------------- | ----------------- |
| Yanmar Diesel | 1:1 (3:4 i. E.) | Nissan Motors     |
| Honda Motors  | 0:0 (3:4 i. E.) | Furukawa Electric |

### Finale
|               | Ergebnis |                   |
| ------------- | -------- | ----------------- |
| Nissan Motors | 0:4      | Furukawa Electric |